# دلفیان
دُلَفیان از حکومت‌های (عرب‌تبار) کوچک و دست نشانده خلفای عباسی در ایران است. که مذهبی بر خلاف مرکز رایج خلافت عباسی داشتند این حکومت محلی، از سال ۲۱۰ تا ۲۸۵ هجری در بخش‌هایی از مرکز و غرب و شمال غربی ایران همچون همدان، اصفهان، نهاوند، قزوین و کرج و خوزستان  فرمانروایی کردند.

## تلفظ نام
«بنی دُلَف» (به ضم دال و فتح لام) یکی از خاندان‌های عرب تبار است.

## مدت حکومت
بنی دلف به مدت هفتاد و پنج سال (۲۸۵–۲۱۰ هجری قمری) در منطقهٔ جبال یا عراق عجم تحت لوای بنی عباس حکمرانی نمود. در این مدت ۶ تن از افراد این خاندان به فرمانروایی رسیدند. 

## اصالت
این خاندان، در اصل از تیره بنی عجل شاخه‌ای از بنی بکر بن وائل به‌شمار می‌رود که ابتدا در «حیره» و سپس از زمان بنی امیه در «همدان» اقامت داشتند. 

## پایه‌گذار
قاسم بن عیسی بن ادریس بن معقل عجلی کرجی اولین فرد از این خاندان بود که در زمان هارون به ولایت فارس و جبال رسید. نام این حکومت نیز برگرفته از کنیه وی، با عنوان «ابودلف» می‌باشد. او در نزاع بین مأمون و امین، جانب امین را گرفت. در سال ۱۹۵ نیز به دستور او، همراه با علی بن عیسی بن ماهان به نبرد با طاهر بن حسین پرداخت. با کشته شدن «ابن ماهان»، طاهر درخواست بیعت با مأمون را از وی نمود. اما او با اظهار بی‌طرفی، به کرج (مابین اصفهان و همدان که در فارسی کره نامیده می‌شود) رهسپار گردید. پس از مدتی نیز از سوی «مأمون» به امارت همین منطقه منصوب شد. به علت خشم معتصم بر وی با وساطت برخی از رجال حکومتی «أبودلف» از این منطقه تبعید شده به ولایت دمشق منصوب می‌گردد. همچنین وی از فرماندهان سپاه «افشین»، در جنگ بابک خرمدین(۲۲۱) نیز بوده‌است. 

## حاکم دوم
پس از وی فرزندش «عبدالعزیز» در سال ۲۵۲ از سوی وصیف، ولایت جبال را دریافت می‌دارد. اما در سال ۲۵۳ در نبرد با موسی بن بغا که از سوی معتز خلیفه ولایت جبال را یافته بود شکست خورده و به قلعه زر در حوالی کرج پناه برد. پس از آن «دلف بن عبدالعزیز» که از سوی پدر در جندی شاپور و تستر عامل خراج بود به حکومت رسید. 

## حاکم سوم
با کشته شدن عبدالعزیز در سال ۲۶۵، فرزندش، احمد که از سرداران یعقوب لیث صفاری به‌شمار می‌رفت از سوی وی به امارت برگزیده شد. با خصومتی که بین بنی عباس و خاندان صفاری به وجود آمد، معتمد ولایت کرمان و پارس را به احمد داد. او نیز علیه عمرولیث طغیان نموده و به خدمت معتضد عباسی درآمد. 

## حاکم چهارم
پس از فوت «احمد» در سال ۲۸۰، «معتضد» با وجود اختلاف در بین برادران وی، سرانجام در سال ۲۸۱ فرمان حکومت اصفهان و کرج را برای عمر بن عبدالعزیز فرستاد. با نافرمانی که از سوی وی صورت گرفت، خلیفه در سال ۲۸۲ «بکر» را به جای وی گماشت، بکر نیز شورش نمود، در حالی که معتضد، «وصیف» را به نبرد با وی فرستاده بود، بکر به همراه یارانش در سال ۲۸۴ به محمد بن زید علوی در آمل پیوسته و در سال ۲۸۵ در همین شهر وفات یافت. همچنین در سال ۲۸۴ یکی دیگر از فرزندان عبدالعزیز با نام «حارث»، مشهور به «ابولیلی»، که در خدمت معتمد بود شورش نمود. وی توسط عمر بن عبدالعزیز که اکنون به خدمت دستگاه خلافت درآمده بود زندانی شد. پس از فرار، شورش را ادامه داده و در نبرد با خلیفه کشته شد. بدین ترتیب حکومت سیاسی این خاندان در منطقه جبال پایان می‌یابد. آبادانی شهر «کرج ابودلف» که به دست جد وی ساخته شده بود و به «بلاد» شهرت یافت نیز از اقدامات أبودلف می‌باشد. همچنین جلسات شعری نیز با حضور وی و دیگر شاعران برگزار می‌شد. 

## مذهب
جنبه مهم دیگر این خاندان به لحاظ مذهبی است. در منابع، از دلفیان با عنوان شیعه و غلات یاد می‌شود. هر چند اعمالی خلاف عقاید شیعه نیز از عبدالعزیز نقل شده‌است. دلفیان با پناه دادن به ابوجعفر موسی بن محمد، از سادات رضوی، توسط احمد بن عبدالعزیز، و نیز پیوستن به علویان طبرستان، منطقه‌ای امن را برای شیعیان و علویان در قلمرو خویش فراهم ساختند. ()

## آثار علمی ادبی این حکومت
البزات و الصید، السلاح، النزه، سیاست الملوک، الجوارح و العب بها از ابودلف، و کتاب الفاظ از بکر بن عبدالعزیز، کتاب‌هایی است که توسط این امرا به نگارش درآمده‌است. 

## از تبار بنی دلف
از افراد این خاندان «آل ماکولا» می‌باشند که در سدهٔ پنجم هجری منصب وزارت و قضا یافتند. 

## فرمانروایان آل ابی‌دُلَف
- ابودُلَف قاسم بن عیسی (تا حدود ۸۴۰ م)
- عبدالعزیز بن قاسم (حدود ۸۴۰–۸۷۴ م)
- دُلَف بن عبدالعزیز (۸۷۴–۸۷۹ م)
- احمد بن عبدالعزیز (۸۷۹–۸۹۳ م)
- عمر بن احمد بن عبدالعزیز (۸۹۳–۸۹۶ م)
- ابولیلیٰ حارث بن عبدالعزیز (۸۹۶–۸۹۷ م)

## پژوهش‌های مربوط به حکومت دلفیان
- پرویز اذکایی در سال 1367ش کتاب فرمانروایان گمنام را منتشر کرد. وی در اثرش در بخشی با عنوان امیران کرجی به طور مفصل به تاریخ حکومت دلفیان می‌پردازد.
- عرفان ساوئی در سال 1403ش کتاب امارت عجلیان: حکومتی در ایران به مرکزیت سربند و شراه را منتشر کرد. وی در اثرش به جغرافیای تاریخی شاکله قلمرو دلفیان و تاریخ مردم آن و تاریخ سیاسی حکومت دلفیان [یا آنچه امارت عجلیان خوانده،] می‌پردازد و کامل‌ترین اثر را در باب این دودمان تا به کنون از خود بر جای می‌گذارد.